# Strada statale 548 della Valle Argentina
La ex strada statale 548 della Valle Argentina (SS 548), ora strada provinciale 548 della Valle Argentina (SP 548), è una strada provinciale italiana che prende il nome dall'omonima valle.

## Percorso
La strada ha inizio presso Molini di Triora e seguendo la valle formata dal torrente Argentina, attraversa Agaggio Inferiore e Badalucco prima di raggiungere Taggia. La strada prosegue quindi verso la frazione di Arma dove si innesta sulla strada statale 1 Via Aurelia. Inoltre, prima di lambire la frazione Levà, serve la nuova Stazione ferroviaria di Taggia-Arma. Pochi metri dopo la stazione,  incontra lo svincolo iniziale della SS 720 che permette di raggiungeresia lo svincolo della A10 di Arma di Taggia/Sanremo Ovest, sia di raggiungere rapidamente Sanremo tramite la Aurelia Bis di cui la SS 720 è parte.
Nel tratto tra Taggia ed Arma svolge la funzione di tangenziale urbana ad unica carreggiata collegando Taggia, Levà ed Arma.
In seguito al decreto legislativo n. 112 del 1998, dal 2001 la gestione è passata dall'ANAS alla Regione Liguria che ha provveduto al trasferimento dell'infrastruttura al demanio della Provincia di Imperia.

## Strada Provinciale 21bis
La Strada Provinciale 21bis è una strada statale declassata che ha origine nel comune di Montalto Carpasio dalla SP548 e termina sotto l'abitato di Agaggio Inferiore ricongiungendosi alla stessa. 
Il tracciato segue il fondovalle del torrente Argentina per tutta la sua lunghezza.
Fino agli anni '50 costituiva il tracciato principale della SS548, abbandonato in seguito all'idea di costruire una diga per motivi irrigui ed energetici; a tale scopo fu costruita una nuova strada più a monte. 
Il progetto, dopo qualche anno di lavori (di cui si notano ancora oggi le tracce come il percorso "alto" della SP548, lo scavo nella roccia e le derivazioni del fiume) furono abbandonati in seguito alla forte opposizione dei paesi della valle (in particolare Badalucco, centro nevralgico della valle che si trovava qualche kilometro sotto dalla futura diga) che, visto l'evento del Vajont e la conoscenza della roccia su cui doveva poggiare la diga (roccia friabile, debole e molto pericolosa per una diga), protestarono animatamente, a tal punto che il progetto ebbe vita breve. 
In seguito a questo evento, la strada rimase chiusa, ovvero tagliata in due parti accessibili da punti diversi, finché la volontà di creare un by-pass in caso di problemi al tracciato alto e alla volontà dei residenti, si decise di "riparare" i danni e permettere la riapertura della strada sotto il nome di SP21bis.
Infatti non sono rare le chiusure della strada alta per manutenzione vista la presenza del tracciato sottostante, oppure viceversa.
È una strada di montagna, con frequenti strettoie (soprattutto nel tratto tra il bivio per Aigovo e l'inizio del tratto di competenza provinciale) e curve cieche. 
Offre agli automobilisti di passaggio, soprattutto turisti, paesaggi di transizione Alpi-Mare molto belli.

## Strada Provinciale 21
La Strada Provinciale 21 collega la SP548 con il comune di Montalto Carpasio.
Essa ha origine presso la SP548 in un tratto compreso nella frazione di Montalto Ligure. Dopo circa un chilometro vi raggiunge l'abitato, attraversandolo in toto e costituendo la via principale, per proseguire per la frazione di Carpasio tramite una strada di montagna, con frequenti strettoie. Dopo l'abitato di Carpasio, la strada prosegue permettendo tramite strade di montagna di collegarsi alla Val Prino, alla Val Arroscia oltre che permettere di passare il Passo Teglia e arrivare a Rezzo o Molini.